# National Endowment for Democracy

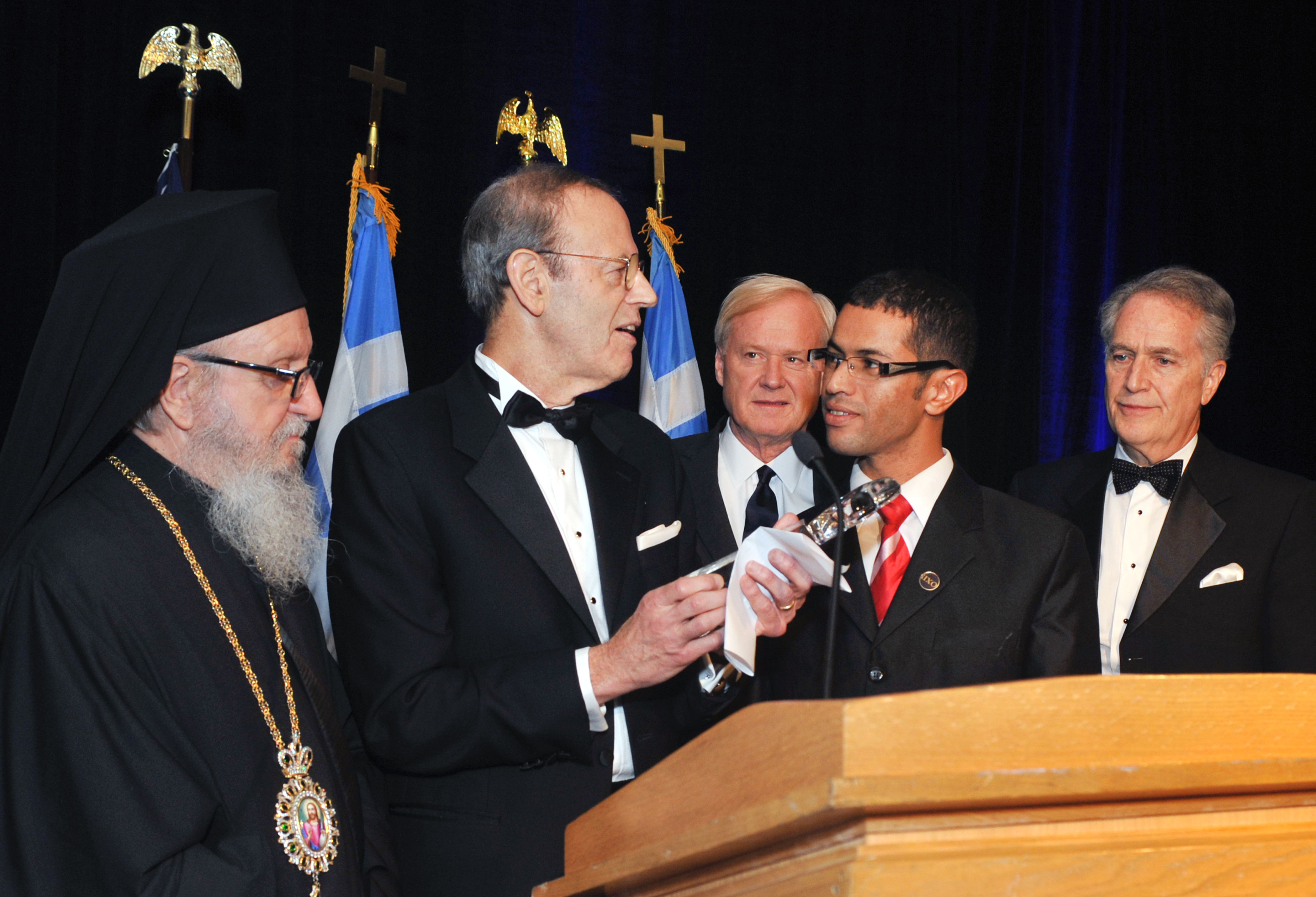
O presidente do NED, Carl Gershman (segundo da esquerda), entrega um prêmio a um líder tunisiano da Primavera Árabe em outubro de 2011.

O National Endowment for Democracy (NED), ou "Dotação Nacional para a Democracia", é uma organização não governamental quase autônoma dos Estados Unidos. Foi fundada em 1983 com o objetivo declarado de promover a democracia em todo o mundo e combater a influência comunista no exterior através do apoio a instituições políticas e econômicas, tais como grupos políticos, grupos empresariais, sindicatos e mercados livres .
O NED foi criado como uma corporação bipartidária, privada e sem fins lucrativos, mas atua como uma fundação que concede subsídios, e seus recursos vêm sobretudo de uma verba anual do Congresso dos EUA. Além do seu programa de bolsas, o NED apoia e abriga o Journal of Democracy, o World Movement for Democracy, o Reagan–Fascell Fellowship Program, a Network of Democracy Research Institutes e o Center for International Media Assistance.
Após sua fundação, o NED assumiu diversas atividades que antes eram exercidas pela CIA. O NED é acusado por grupos políticos, ativistas, acadêmicos e alguns governos de ser um instrumento da política externa dos EUA, ajudando a promover mudanças de regime. Em fevereiro de 2025, o DOGE cortou o financiamento do NED ao bloquear o desembolso do Departamento do Tesouro dos EUA. Isso aconteceu depois de Elon Musk, que vinha executando a agenda de corte de gastos do presidente Donald Trump, pedir o fechamento do NED.

## História

Antigo logotipo do NED

### Fundação
A Decisão de Segurança Nacional 77 foi fundamental para a criação do Projeto Democracia e do seu descendente NED.
Num discurso de 1982 no Palácio de Westminster, o Presidente Ronald Reagan propôs uma iniciativa diante do Parlamento Britânico, "promover a infra-estrutura da democracia: o sistema de imprensa livre, sindicatos, partidos políticos e universidades". A proposta estava em sintonia com os planos já formulados pela American Political Foundation (uma ONG apoiada por membros dos partidos Republicano e Democrata, além de acadêmicos reunidos no CSIS). Tais planos eram o de criar uma fundação de promoção da democracia financiada pelo governo, mas gerida de forma privada, com o fito de apoiar grupos e partidos democráticos da sociedade civil. A ideia foi fortemente defendida pelo Departamento de Estado dos Estados Unidos, que argumentou que uma fundação não governamental seria capaz de apoiar grupos e organizações dissidentes no Bloco Soviético, além de promover, em ditaduras instáveis aliadas aos EUA, o surgimento de movimentos democráticos, sem provocar uma reação diplomática. O medo era que esquerdistas fizessem uma revolução em tais ditaduras. Após alguma incerteza inicial sobre a ideia por parte dos linha-dura do Governo Reagan, os EUA, através da USAID (Agência dos Estados Unidos para o Desenvolvimento Internacional), contrataram a American Political Foundation para estudar a promoção da democracia. Isso ficou conhecido como "The Democracy Program", ou "O programa da democracia". O Programa recomendou a criação de uma corporação bipartidária, privada e sem fins lucrativos, conhecida como National Endowment for Democracy (NED). Embora não fosse governamental, o NED seria financiado principalmente por meio de dotações anuais do governo dos EUA e estaria sujeito à supervisão do Congresso.
Em 1983, o Comitê de Relações Exteriores da Câmara propôs uma lei para fornecer financiamento inicial de US$ 31,3 milhões para o NED como parte da Lei de Autorização do Departamento de Estado (HR 2915). Como o NED estava em seus estágios iniciais de desenvolvimento, a verba foi fixada em US$ 18 milhões. A lei incluía US$ 13,8 milhões para o Free Trade Union Institute, um afiliado da AFL-CIO, US$ 2,5 milhões para um afiliado da National Chamber Foundation e US$ 5 milhões para cada um dos dois institutos partidários, que mais tarde foram eliminados por uma votação de 267–136. O relatório da conferência sobre tal lei (HR 2915) foi adotado pela Câmara em 17 de novembro de 1983 e pelo Senado no dia seguinte. Em 18 de novembro de 1983, os artigos de constituição foram arquivados no Distrito de Columbia para estabelecer o NED como uma organização sem fins lucrativos.

### Década de 1980 até o presente
Uma análise da cientista política Sarah Bush concluiu que, embora a atividade do NED na década de 1980 focado em desafios diretos aos autocratas (através do financiamento de dissidentes, partidos de oposição e sindicatos), a maior parte do financiamento da NED do século XXI destina-se a programas técnicos que são menos propensos a desafiar o status quo, pois a proporção do financiamento da NED para "programas relativamente mansos" passou de cerca de 20% das subvenções em 1986 para cerca de 60% em 2009. O cientista político Lindsey A. O'Rourke escreveu que "Hoje, os programas da NED são executados em mais de noventa países. Embora o número de programas de promoção da democracia apoiados pelos EUA tenha crescido, a maioria dos programas de hoje tem objetivos menos agressivos do que os seus homólogos da Guerra Fria." Numa entrevista de 1991 ao Washington Post, o fundador do NED Allen Weinstein, disse: "Muito do que fazemos hoje foi feito secretamente há 25 anos pela CIA."
Durante as eleições gerais panamenhas de 1984, o Instituto Americano para o Desenvolvimento do Trabalho Livre e o NED forneceram cerca de US$ 20.000 em apoio aos ativistas envolvidos na campanha de Ardito Barletta.
O NED estava ativo na Iugoslávia antes de sua dissolução. Organizou reuniões entre dissidentes iugoslavos e membros do Congresso dos EUA, funcionários do governo dos EUA e membros da mídia. Também deu à Freedom House dinheiro que foi usado para financiar a oposição iugoslava.
Desde 2004, o NED concedeu 8.758.300 dólares a grupos uigures, incluindo o Congresso Mundial Uigur, o Projeto de Direitos Humanos Uigur, a Campanha pelos Uigures e o Projeto de Base de Dados de Justiça Transicional Uigur. Forneceu grandes subsídios a programas relacionados ao Tibete. Entre 2005 e 2012, financiou a ONG China Free Press e em 2019 doou cerca de 643.000 dólares a programas da sociedade civil em Hong Kong. Em resposta, em 2020, a China impôs sanções ao presidente da NED, Carl Gershman, e a Michael Abramowitz, presidente da Freedom House.
O NED participou da Primavera Árabe de 2011. Por exemplo, o Movimento Juvenil de 6 de Abril, do Egito, o Centro para os Direitos Humanos do Bahrein e o ativista iemenita Entsar Qadhi receberam formação e financiamento do NED. No Egito, entre 2008 e 2012, o NED apoiou o Coronel Omar Afifi Soliman, um policial exilado que se opôs às presidências de Hosni Mubarak e Mohamed Morsi, bem como a Academia Democrática Egípcia, do ativista secularista Esraa Abdel-Fatah em 2011.

#### Segundo governo Trump
Em 2025, Elon Musk criticou o NED. Disse que é "cheio de corrupção" e culpado por "crimes", chamando-o depois de uma "organização maligna" que "precisa ser dissolvida". Ele também escreveu "NED é um GOLPE". Em fevereiro de 2025, o Departamento de Eficiência Governamental de Musk cortou o financiamento para o NED ao bloquear o desembolso do Departamento do Tesouro dos EUA, causando interrupções significativas na organização. Em 12 de fevereiro, o NED informou às organizações que financia que suspenderia os pagamentos imediatamente. Além disso, as organizações apoiadas pelo NED começaram a despedir funcionários e a cortar despesas. Em 1 de março, o Fórum Internacional de Estudos Democráticos da NED suspendeu as suas operações devido à incapacidade de acesso ao financiamento. Eles também tiveram que licenciar a maior parte dos funcionários. Em 5 de março, o NED entrou com uma ação judicial contra o governo dos EUA no Tribunal Distrital dos Estados Unidos para o Distrito de Columbia.

## Financiamento e estrutura
O NED é uma fundação que concede bolsas e distribui fundos para organizações não governamentais privadas com o fito de promover a democracia em cerca de 90 países estrangeiros. Metade do financiamento do NED é alocado anualmente em quatro das principais organizações dos EUA: o Centro Americano para a Solidariedade Trabalhista Internacional (associado à AFL-CIO ), o Centro para a Empresa Privada Internacional (afiliado à USCC), o Instituto Nacional Democrático para Assuntos Internacionais (associado ao Partido Democrata) e o Instituto Republicano Internacional (anteriormente Instituto Nacional Republicano para Assuntos Internacionais, ligado ao Partido Republicano). A outra metade do financiamento do NED vai para centenas de organizações não governamentais sediadas no estrangeiro que solicitam apoio. Em 2011, os Institutos Democrata e Republicano canalizaram cerca de 100 milhões de dólares através do NED.

### Fonte de financiamento
O NED recebe uma verba anual do orçamento dos EUA (está incluído no capítulo do orçamento do Departamento de Estado destinado à USAID) e está sujeito à supervisão do Congresso, mesmo como uma organização não governamental.
De 1984 a 1990, o NED recebeu US$ 15 a 18 milhões por ano do Congresso; e, de 1991 a 1993, foram US$ 25 a 30 milhões por ano. Na época, o financiamento veio da USIA. Em 1993, o NED quase perdeu seu financiamento do Congresso, depois que a Câmara dos Representantes votou inicialmente para aboli-lo. O financiamento (de 35 milhões de dólares, um aumento em relação aos 30 milhões do ano anterior) só foi mantido graças a uma vigorosa campanha dos apoiadores do NED.
Além do financiamento governamental, o NED recebeu financiamento de fundações privadas, como a Fundação Smith Richardson, a Fundação John M. Olin e outras. A Fundação Bradley apoiou o Journal of Democracy com 1,5 milhões de dólares de 1990 a 2008.
Em 2018, o presidente Donald Trump propôs cortar o financiamento do NED e cortar as suas ligações aos Institutos Democrata e Republicano.

## Centro de Assistência à Mídia Internacional (CIMA)
Em 2006, o CIMA foi fundado como uma iniciativa do NED, com o incentivo do Congresso e uma bolsa do "Bureau of Democracy, Human Rights and Labor", do Departamento de Estado. O CIMA promove o trabalho de jornalistas que considera "independentes" no exterior, tendo seu foco no mundo em desenvolvimento, mídia social, mídia digital e jornalismo cidadão. A CIMA publicou o seu primeiro relatório, Empowering Independent Media: US Efforts to Foster Free and Independent Media Around the World, em 2008, e depois publicou outros relatórios. Entre eles, um sobre os meios de comunicação digitais em sociedades propensas a conflitos e outro sobre a utilização de celulares na África.

## Recepção
Na Slate em 2004, Brendan I. Koerner escreveu que, "A depender de para quem você pergunte, o NED é um defensora da liberdade sem fins lucrativos ou um intruso guiado por ideologia, metendo-se em assuntos mundiais."
O NED foi criticado tanto pela direita como pela esquerda. À direita, acusa-se o NED de ter uma agenda pró-democracia social, promovida através da sua filial trabalhista. Por outro lado, à esquerda acusa-se o NED de ser "uma iniciativa de direita" orientada para a política da Guerra Fria de Reagan. Na América Latina, os críticos acusam o NED de manifestar o paternalismo ou o imperialismo dos EUA. Por outro lado, "os apoiadores dizem que ajuda muitos grupos com uma orientação social-democrata e liberal em todo o mundo", fornecendo formação e apoio a grupos pró-democracia que criticam os EUA. Num artigo de 2004 para o Washington Post, Michael McFaul argumenta que o NED não é um instrumento da política externa dos EUA. Disse que sentiu a diferença entre as ações dos formuladores de políticas dos EUA e as ações do Instituto Nacional Democrático (NDI) ao representar o NDI em Moscou durante os últimos dias da União Soviética: os formuladores de políticas dos EUA apoiaram Mikhail Gorbachev enquanto o NDI trabalhou com a Rússia Democrática, opositores de Gorbachev. A NED afirmou em declarações públicas que a democracia evolui “de acordo com as necessidades e tradições de diversas culturas políticas” e não necessita de um modelo ao estilo americano.
Em 1986, o presidente do NED, Carl Gershman, disse que a organização foi criada porque "seria terrível para grupos democráticos em todo o mundo serem vistos como subsidiados pela CIA. Vimos isso na década de 1960 e é por isso que foi descontinuado". Ao longo de uma investigação de 2010 realizada pela ProPublica, Paul Steiger, o então editor-chefe da publicação, disse que "aqueles que lideraram a criação da NED há muito reconheceram que era parte de um esforço para passar de esforços secretos para esforços abertos para promover a democracia" e citou como evidência uma entrevista de 1991 na qual o então presidente da NED, Allen Weinstein, disse: "Muito do que fazemos hoje foi feito secretamente há 25 anos pela CIA".
Os críticos compararam o financiamento do NED a grupos nicaraguenses nas décadas de 1980 e 1990 ao esforço anterior da CIA "para desafiar e minar" um governo de esquerda no Chile. (O estudioso latino-americanista William M. LeoGrande escreve que o financiamento de aproximadamente US$ 2 milhões do NED para nicaraguenses entre 1984 e 1988 foi a "principal fonte de assistência aberta à oposição cívica", da qual cerca de metade foi para o jornal anti-sandinista La Prensa.) De acordo com o sociólogo William Robinson, os fundos do NED durante os anos Reagan foram "usados em última análise para cinco atividades pseudo-secretas sobrepostas: treinamento de liderança para elites pró-americanas, promoção de sistemas educacionais e meios de comunicação de massa pró-americanos, fortalecimento das 'instituições da democracia' por meio do financiamento de organizações pró-americanas no Estado alvo, propaganda e desenvolvimento de redes de elite transnacionais". Criticando essas atividades, Robinson escreveu que "os formuladores de políticas dos EUA afirmam que estão interessados no processo (eleições livres e justas) e não no resultado (os resultados dessas eleições); na realidade, a principal preocupação é o resultado".
O cientista político Lindsey A. O'Rourke escreve que a NED da era Reagan desempenhou um papel fundamental nos esforços dos EUA "para promover transições democráticas no Chile, Haiti, Libéria, Nicarágua, Panamá, Filipinas, Polônia e Suriname", mas o fez para promover o sucesso dos pró-EUA. Os partidos dos EUA não apenas promoviam a democracia, e não apoiavam partidos de oposição comunistas ou socialistas. O Congresso Norte-Americano sobre a América Latina afirma que o NED se envolve numa "forma muito particular de democracia de baixa intensidade, acorrentada a uma economia pró-mercado - em países da Nicarágua às Filipinas, da Ucrânia ao Haiti, derrubando governos 'autoritários' hostis (muitos dos quais os Estados Unidos tinham apoiado anteriormente) e substituindo-os por aliados pró-mercado cuidadosamente escolhidos".

### Tailândia e Malásia
Nos protestos tailandeses de 2020, grupos pró-governo citaram o apoio do NED aos grupos simpatizantes dos manifestantes para afirmar que o governo dos EUA estava planejando os protestos. A Embaixada dos Estados Unidos em Banguecoque negou formalmente as alegações de financiamento ou apoio aos manifestantes.
Em agosto de 2021, o ativista malaio de direitos humanos e conselheiro do partido Suaram, Kua Kia Soong, criticou a coalizão de oposição Pakatan Harapan por aceitar financiamento do NED, que ele descreveu como uma "frente de soft power da CIA". Citando o histórico dos EUA de apoio às mudanças de regime no exterior e a discriminação racial contra negros e asiático-americanos, Kua pediu que as organizações da sociedade civil da Malásia parassem de aceitar financiamento do NED, pois isso prejudicava sua legitimidade, independência e eficácia. A declaração de Kua ocorreu depois que Daniel Twining, presidente do Instituto Republicano Internacional, afiliado ao NED, fez comentários em 2018 reconhecendo que o NED havia apoiado financeiramente partidos de oposição e ONGs da Malásia, incluindo Suaram, desde 2002 (Kua disse que Suaram não aceita mais fundos do NED, por perceber a sua natureza). Após as eleições gerais da Malásia de 2018, Twining também elogiou o governo recém-eleito do Pakatan Harapan por congelar os investimentos em infraestruturas chineses.

### Reação de governos estrangeiros

#### Rússia
Os servidores do governo russo e a comunicação social estatal com frequência consideram o NED hostil ao seu país. Em 2015, a agência noticiosa estatal russa RIA Novosti culpou os subsídios do NED pelo Euromaidan, que derrubou o presidente ucraniano Viktor Yanukovych. Em julho de 2015, o governo russo declarou o NED uma ONG "indesejável". Isto fez com que o NED fosse a primeira organização proibida pela lei russa sobre organizações indesejáveis, assinada dois meses antes pelo presidente Vladimir Putin.

#### China
Durante os protestos de Hong Kong em 2014, um jornal chinês acusou os EUA de usar o NED para financiar manifestantes pró-democracia. Michael Pillsbury, analista de política externa do Hudson Institute e ex-funcionário do governo Reagan, afirmou que a acusação "não era totalmente falsa". Em 2019, a China sancionou o NED em resposta à aprovação pelo Congresso dos EUA da Lei de Direitos Humanos e Democracia de Hong Kong. A China declarou que o NED e a CIA trabalharam juntos para fomentar secretamente os protestos de Hong Kong de 2019-20, e que o NED agiu como uma frente de inteligência dos EUA. O NED foi uma das várias ONGs sediadas nos EUA sancionadas pela China. Entre os beneficiários de suas bolsas em Hong Kong havia ncluíam grupos de defesa dos direitos humanos e dos trabalhadores, como o Solidarity Center e o Justice Centre Hong Kong. O governo chinês disse que as organizações sancionadas eram forças "anti-China" que "incitam atividades separatistas pela independência de Hong Kong". Um funcionário do Departamento de Estado dos EUA disse que "falsas acusações de interferência estrangeira" contra ONGs sediadas nos EUA tinham "a intenção de desviar a atenção das preocupações legítimas dos habitantes de Hong Kong". O NED negou ter fornecido ajuda aos manifestantes em 2019.
Em agosto de 2020, a China sancionou o presidente do NED, Carl Gershman, além dos chefes de outras quatro organizações de democracia e direitos humanos sediadas nos EUA , mais seis parlamentares republicanos dos EUA, por apoiarem o movimento pró-democracia de Hong Kong nos protestos de 2019-20. As sanções não especificadas foram uma retaliação às sanções anteriores impostas pelos EUA a 11 funcionários de Hong Kong, que a seu turno eram uma retaliação pela promulgação da Lei de Segurança Nacional de Hong Kong em junho de 2020.
Em dezembro de 2020, a China sancionou o diretor sênior do NED, John Knaus, afirmando que ele “interfere descaradamente nos assuntos de Hong Kong e interfere grosseiramente nos assuntos domésticos da China”.
Em maio de 2022, o Ministério das Relações Exteriores da China acusou o NED de financiar separatistas para minar a estabilidade dos países-alvo, instigar revoluções coloridas para subverter o poder do Estado e interferir na política de outros países.

#### Outras reações
Entre os governos que se opuseram à atividade do NED estão o Irã, Egito, Índia e Venezuela.